# 카니발 크루즈 라인

카니발 크루즈 라인(Carnival Cruise Line)은 플로리다주 도랄에 본사를 둔 국제 크루즈 라인이다. 이 기업은 카니발 코퍼레이션의 자회사이다.
2022년 6월 기준으로, 카니발 크루즈 라인은 23척 선단을 운영한다.

## 선박

### 현재

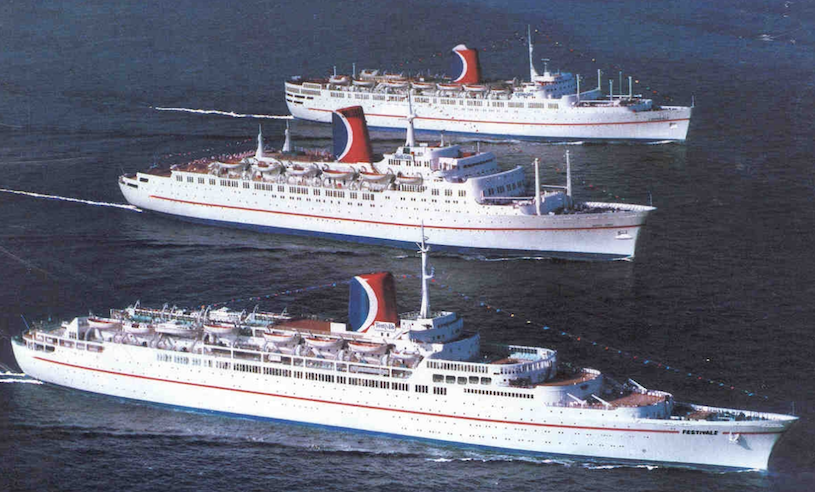
마르디 그라스

- 카니발 엑스터시
- 카니발 일레이션
- 카니발 패러다이스
- 카니발 선샤인
- 카니발 선라이즈
- 카니발 래디언스
- 카니발 스피리트
- 카니발 프라이드
- 카니발 레전드
- 카니발 미러클
- 카니발 컨퀘스트
- 카니발 글로리
- 카니발 발러
- 카니발 리버티
- 카니발 프리덤
- 카니발 스플렌더
- 카니발 드림
- 카니발 매직
- 카니발 브리즈
- 카니발 비스타
- 카니발 호라이즌
- 카니발 파노라마
- 마르디 그라스